# Habanero
Az habanero (magyarul: havannai) a kínai paprika (Capsicum chinense) legismertebb változata, a csípős chilik egyik legfontosabb és leghíresebb alapanyaga. A legcsípősebb paprikák közé tartozik (100–350 ezer Scoville-egységgel).

## Származása, élőhelye
Őseit az Amazonas vízgyűjtőterületén i. e. 2000–1000 körül vonták termesztésbe az indiánok; onnan terjedtek el a karibi térségben, majd tovább a Yucatán-félszigetre. Az ottani étrendnek meglehetősen fontos része. Európába először a spanyol kolonisták hozták be a XVIII. században, azonban tévesen a köztudatban "kínai paprikaként" élt, erre utal latin neve is. Mióta a csípős csilik divatba jöttek, a Föld szinte minden, trópusi éghajlatú részén termesztik. Nevével ellentétben Kubában nem gyakori, és régebben sem volt az.

## Megjelenése
A cserje Dél-Amerikában 120 cm-re is megnő, de Európában a megváltozott klíma hatására is nagyra, akár méteresre is megnő. Virága fehér, a pártája kissé zöldes, a portokok lilák. Csomónként 2–6 paprikát hoz, ami ritkaság: a paprikafajok többsége egy-egy termést nevel egy ponton.
Nagyon sok változata van, és ezek termése meglehetősen különféle, a chiltepin méretű (0,5 cm átmérőjű) bogyótól a 12 cm-es, változatos alakú paprikáig. Az habanerókra jellemzően kupolás vagy lapított harang alakúak, a végük időnként kihegyesedik. A mexikói habanero bogyója éretlenül zöld, éretten narancs, sárga vagy fehér, a karibi piros, illetve vörös.
A  habanero a scotch bonnet paprikával téveszthető össze, hiszen egyazon faj alfajai. Mindkettőnek vékony, viaszos húsa van, hasonlóan erősek, és a termésüket is hasonlóan hozzák - a fő különbség elsősorban a scotch bonnet jellegzetes formája.
11–22 napig csírázik, és utána 95–100 nap alatt érik be a trópusokon – nálunk jóval lassabban. Napos helyet igényel, de érzékeny az erős UV sugárzásra és nehezen fejlődik, árnyékosabb de meleg zugban hamar nagyra megnő.Kedvező körülmények közt a mi éghajlatunkon is meglepően megnőhet, akár méteresre is. Paprikái hasonló méretűek lesznek, mint a karibi klímán, csípősségük és aromájuk is megegyezik.

## Felhasználása
A habanerót főleg jellegzetes, trópusi gyümölcsös íze miatt kedvelik. Húsa nem vastag, frissen mégis lédús. Nemcsak az USA-ban és Mexikóban használják csípős szószok készítésére, de időnként az európai konyha is elvarázsol vele egy-egy pikáns szószt. Aromája a paradicsomhoz és a trópusi gyümölcsökhöz is illik. Erőssége miatt feldolgozása csak gumikesztyűben ajánlott.
Egy rövid ideig a habanero tartotta a világ legerősebb paprikájának címét. Ereje nem azonnal jelentkezik, hanem néhány perc alatt fokozatosan, majd hosszan, akár egy órán keresztül is tart. Csípőssége az elfogyasztása után órákkal a gyomorban is érezhető. Rekordok elérése céljából gyakran termesztik hibridjeit, például a szintén hírhedten erős Carolina Reaper a habanero egy erős vörös mutációjának és a naga jolokiának a hibridje.